# Kouprey
Bos sauveli
Espèce
Répartition géographique
Statut de conservation UICN

PEWA2d; C1+2a(i); D : Peut-être éteint à l'état sauvage
Statut CITES
Synonymes
- Bibos sauveli (Urbain, 1937)
- Novibos sauveli (Coolidge, 1940)

Le Kouprey (Bos sauveli) (du khmer  kū̞ pre̞j (គោព្រៃ) : « bœuf sauvage ») est un bovidé sauvage apparenté au banteng et au gaur et nommé en l'honneur de René Sauvel, un vétérinaire français opérant au Cambodge. Aucun animal vivant n'a été vu depuis 1988, et l'espèce est peut-être éteinte.

## Histoire
En 1937, René Sauvel, vétérinaire au Cambodge, offre un taurillon à Achille Urbain, directeur du parc zoologique de Vincennes. Ce jeune mâle, transféré au zoo de Vincennes (ou il vivra du 9 Avril 1937, au 2 Février 1940), sera l'holotype de la nouvelle espèce décrite par Urbain (nommé Bos Sauveli en l'honneur de René Sauvel) et le dernier individu à être élevé en captivité.    
Le kouprey faisait déjà l'objet de récits et de poèmes durant la période angkorienne, déclamés à l'occasion du nouvel an Khmer. Pour les Cambodgiens, le Kouprey était le symbole de la puissance et de la fécondité. Le Kouprey aurait également figuré sur des peintures rupestres, et des restes auraient été trouvés dans des tombes à Ban Chiang. Des statues représentants des koupreys ont été sculptées sur des bas-reliefs du temple du Bayon. Les Européens commencent à entendre parler du kouprey avec le début de la période coloniale, le Kouprey est mentionné dans plusieurs ouvrages du XIXe siècle, et du début du XXe siècle.
Il se pourrait que des koupreys aient été domestiqués au Cambodge. En effet, un spécimen du muséum de Bourges, arrivé vivant à la ménagerie du Jardin des plantes de Paris en 1871 et décrit alors comme un « bœuf du Cambodge », a été identifié, après analyses ADN, comme un kouprey. Il présente toutefois des différences notables avec le kouprey typique et l'hypothèse a été faite qu'il s'agissait d'un animal issu de la domestication de l'espèce, les différences observées étant semblables à celles apparues chez les bos taurus domestiqués,.
Dans les années 1950 et 1960, le kouprey est observé et étudié à plusieurs occasions. La guerre d'Indochine puis au Cambodge, les bombardements et les campagnes de défoliation, rendent par la suite très difficiles les expéditions scientifiques. Après la chute du régime des Khmers rouges, les tentatives d'observer à nouveau des kouprey ont généralement échoué, la dernière observation décrite, par le professeur Le Vu Khoi de l'université d’Hanoï, ayant eu lieu en 1988. On estimait en 2004 qu'il n'en restait qu'une cinquantaine au Cambodge mais l'espèce, déjà rare au moment de sa découverte pourrait être éteinte.
Le 23 septembre 2023, un utilisateur dénommé PedroHPadilha publie sur le site Reddit via le forum r/ExtinctionSighting, une photo datant d'environ un an de ce que lui et plusieurs internautes estiment être un kouprey, relançant alors le débat sur la potentielle survie de l'espèce.

## Description
Les taureaux koupreys mesurent jusqu'à 1,90 m au garrot  pour une masse de 600 à 900 kg. Ils sont de couleur noirâtre avec des « bas » aux jambes ; les plus âgés deviennent grisâtres sur les flancs. Les vaches sont plus petites, d'une couleur variant du gris argenté ou du gris souris au brun, parfois irrégulièrement tachetées de noir. Entre leurs pattes antérieures, les taureaux portent un long fanon qui traîne dans l'herbe quand ils avancent. Chez les vaches, le fanon ne mesure qu'environ 10 cm, mais reste plus long que celui du bateng ou du gaur. Les femelles ont des cornes de 40 cm en forme de lyre. Celles des mâles, de grande envergure et jusqu'à 80 cm, pointent vers le haut et l'avant. La queue est longue (de 100 à 110 cm).
Leur espérance de vie est de 20 ans. Ils ont un jeune par portée, de décembre à février. Les troupeaux, mobiles, d'une vingtaine de bêtes en saison sèche, se font et se défont ; ils se mêlent à d'autres bovins comme les bantengs ou les buffles d'eau.
Les koupreys se trouvent dans une petite zone au Cambodge, de part et d'autre du Mékong au voisinage de Kosker [កោះកេរ] et de Chep, et s'étendent au Vietnam aux environs de Ban Methuot, et au Laos au nord du lac Repou [ទន្លេរពៅ]. Ils vivent uniquement en forêt clairsemée. Ils forment de petites hardes en période de reproduction.